# Sesgo de optimismo
El sesgo de optimismo (o el sesgo optimista) es un sesgo cognitivo que hace que alguien crea que es menos probable que experimente un evento negativo. También se conoce como optimismo irreal u optimismo comparativo.
El sesgo de optimismo es común y trasciende el género, la etnia, la nacionalidad y la edad. Sesgos optimistas incluso se informan en animales no humanos como ratas y pájaros.
Hay cuatro factores que pueden hacer que una persona tenga un sesgo optimista: su estado final deseado, sus mecanismos cognitivos, la información que tiene sobre sí misma frente a los demás y el estado de ánimo general. El sesgo optimista se ve en una serie de situaciones. Por ejemplo: las personas que creen que tienen menos riesgo de ser víctimas de un delito, los fumadores que creen que tienen menos probabilidades de contraer cáncer de pulmón o enfermedades que otros fumadores, las personas que practican salto con liana por primera vez creen que tienen menos riesgo de sufrir una lesión que otros saltadores, o comerciantes que piensan que están menos expuestos a pérdidas potenciales en los mercados.
Aunque el sesgo de optimismo ocurre tanto para eventos positivos (como creer que uno mismo tiene más éxito financiero que otros) como para eventos negativos (como tener menos probabilidades de tener un problema con la bebida), hay más investigaciones y evidencia que sugieren que el sesgo es más fuerte para eventos negativos (el efecto de valencia). Diferentes consecuencias resultan de estos dos tipos de eventos: los eventos positivos a menudo conducen a sentimientos de bienestar y autoestima, mientras que los eventos negativos conducen a consecuencias que implican más riesgo, como participar en comportamientos de riesgo y no tomar medidas de precaución para la seguridad.

## Factores
Los factores que conducen al sesgo optimista se pueden clasificar en cuatro grupos diferentes: estados finales deseados de juicio comparativo, mecanismos cognitivos, información sobre el yo frente a un objetivo y afecto subyacente. Estos se explican con más detalle a continuación.

### Medición
El sesgo de optimismo generalmente se mide a través de dos determinantes de riesgo: riesgo absoluto, donde se les pide a las personas que calculen su probabilidad de experimentar un evento negativo en comparación con su probabilidad real de experimentar un evento negativo (comparación consigo mismo) y riesgo comparativo, donde los individuos son se les pidió que estimaran la probabilidad de experimentar un evento negativo (su estimación de riesgo personal) en comparación con otras personas de la misma edad y sexo (una estimación de riesgo objetivo). Pueden surgir problemas al tratar de medir el riesgo absoluto porque es extremadamente difícil determinar la estadística de riesgo real para una persona. Por lo tanto, el sesgo optimista se mide principalmente en formas de riesgo comparativo, donde las personas se comparan con otras, a través de comparaciones directas e indirectas. Las comparaciones directas preguntan si el riesgo de un individuo de experimentar un evento es menor, mayor o igual que el riesgo de otra persona, mientras que las comparaciones indirectas piden a los individuos que proporcionen estimaciones separadas de su propio riesgo de experimentar un evento y el riesgo de otros de experimentar el mismo. mismo evento.
Después de obtener puntajes, los investigadores pueden usar la información para determinar si existe una diferencia en la estimación de riesgo promedio del individuo en comparación con la estimación de riesgo promedio de sus pares. Generalmente, en eventos negativos, el riesgo medio de un individuo parece más bajo que el riesgo estimado de los demás. Esto luego se usa para demostrar el efecto del sesgo. El sesgo optimista solo se puede definir a nivel de grupo, porque a nivel individual la valoración positiva podría ser cierta. Asimismo, pueden surgir dificultades en los procedimientos de medición, ya que es difícil determinar cuándo alguien está siendo optimista, realista o pesimista. La investigación sugiere que el sesgo proviene de una sobreestimación de los riesgos del grupo en lugar de subestimar el riesgo propio.
Un ejemplo: los participantes asignaron una mayor probabilidad a elegir una tarjeta que tuviera una cara sonriente en el reverso que una que tuviera el ceño fruncido.

## Efecto de valencia
El efecto de valencia se usa para aludir al efecto de la valencia en el optimismo poco realista. Ha sido estudiado por Ron S. Gold y su equipo desde 2003. Formulan preguntas para el mismo evento de diferentes maneras: «a algunos participantes se les dio información sobre las condiciones que promueven un evento relacionado con la salud determinado, como el desarrollo de una enfermedad cardíaca, y se les pidió que calificaran la probabilidad comparativa de que experimentaran el evento. A otros participantes se les dio información coincidente sobre las condiciones que evitan el mismo evento y se les pidió que calificaran la probabilidad comparativa de que evitarían el evento». En general, encontraron que el optimismo poco realista era mayor para la valencia negativa que para la positiva.
Los efectos de valencia, que también se consideran una forma de sesgo cognitivo, tienen varias implicaciones en el mundo real. Por ejemplo, puede llevar a que los inversionistas sobreestimen las ganancias futuras de una empresa y esto podría contribuir a una tendencia a sobrevaluarla. En términos de lograr los objetivos de la organización, podría alentar a las personas a producir cronogramas poco realistas que ayuden a impulsar la llamada falacia de la planificación, que a menudo resulta en la toma de malas decisiones y el abandono del proyecto.

## Lectura adicional
- Gold, Ron S.; Brown, Mark G. (2009). «Explaining the effect of event valence on unrealistic optimism». Psychology, Health & Medicine (en inglés) 14 (3): 262-272. PMID 19444704. doi:10.1080/13548500802241910.

- Datos: Q7098963